# Sadik Mujkič
Sadik Mujkič (29 febbraio 1968) è un ex canottiere sloveno, fino al 1992 jugoslavo.

## Palmarès

### Olimpiadi
- 2 medaglie:
  - 2 bronzi (Seul 1988 nel due senza[1]; Barcellona 1992 nel quattro senza[2])